# Associazione Sportiva Udinese 1924-1925
Questa pagina raccoglie i dati riguardanti l'Associazione Sportiva Udinese nelle competizioni ufficiali della stagione 1924-1925.

## Stagione
Nella stagione 1924-1925 l'Udinese, sotto la Guida del nuovo presidente Francesco Dormisch, industriale della birra, disputa il girone D a nove squadre, del campionato di Seconda Divisione, vince il torneo con 23 punti, davanti all'Olimpia Fiume con 21 punti, terzo il Venezia con 19 punti. Poi disputa il girone finale a quattro squadre, le vincitrici dei quattro gironi di Seconda Divisione, girone che designa le due promosse in Prima Divisione. L'Udinese vince anche questo con 7 punti, insieme al Parma, così entrambe ottengono la promozione nella massima serie. Restano in Seconda Divisione la Novese terza con 6 punti, che ha vinto lo scudetto tricolore tre anni prima, ed il Como ultimo del girone finale con 4 punti. Da segnalare che nel corso del campionato il Vicenza ha schierato in campo due giocatori ungheresi Istvan Horvath e Ignac Molnar, il cui tesseramento è stato giudicato irregolare, perdendo a tavolino le gare nelle quali ha schierato uno dei due giocatori o entrambi. Senza questa misura, giunta a campionato ormai concluso, l'Udinese sarebbe giunto primo a pari merito con Vicenza e Olympia Fiume, per designare chi doveva disputare il girone finale, si sono disputati a fine aprile, primi di maggio gli spareggi, i bianconeri hanno battuto (3-2) l'Olympia Fiume e pareggiato (1-1) con il Vicenza, le finali contro il Vicenza (0-0) la prima giocata a Ferrara, e (2-1) per i biancorossi la seconda, giocata a Treviso. Quindi sarebbe toccato al Vicenza disputare il girone finale a quattro. Ma il provvedimento preso dalla Giustizia Sportiva ha reso vani questi spareggi, anzi il Vicenza ha chiuso ufficialmente il campionato all'ultimo posto con 6 punti in classifica. Miglior marcatore dei bianconeri friulani Luigi Tosolini che ha firmato 9 reti.

## Rosa
| N. |                   | Ruolo | Calciatore        |
| -- | ----------------- | ----- | ----------------- |
|    | Italia (bandiera) | D     | Gino Bellotto     |
|    | Italia (bandiera) | D     | Ettore Cantarutti |
|    | Italia (bandiera) | A     | Enzo Dal Dan      |
|    | Italia (bandiera) | D     | Gino De Biasi     |
|    | Italia (bandiera) | C     | Pietro Gerace     |
|    | Italia (bandiera) | P     | Lindaver          |
|    | Italia (bandiera) | C     | Giuseppe Liuzzi   |
|    | Italia (bandiera) | A     | Luigi Miconi      |

| N. |                   | Ruolo | Calciatore         |
| -- | ----------------- | ----- | ------------------ |
|    | Italia (bandiera) | C     | Umberto Modotti    |
|    | Italia (bandiera) | A     | Libero Molinis     |
|    | Italia (bandiera) | C     | Raimondo Mulinaris |
|    | Italia (bandiera) | D     | Otello Pascolini   |
|    | Italia (bandiera) | C     | Alfredo Piani      |
|    | Italia (bandiera) | A     | Silvio Semintendi  |
|    | Italia (bandiera) | P     | Mario Sernagiotto  |
|    | Italia (bandiera) | A     | Luigi Tosolini     |

## Risultati

### Seconda Divisione - girone D

#### Girone di andata
| Arbitro: | Battaglia (Bergamo) |

|                                                             |           |                                 |
| Sernagiotto 30’ (aut.) Bortolotto 54’ Zanotto 70’ Viero 72’ | Marcatori | 16’ Dal Dan 90’ (rig.) Bellotto |

| Arbitro: | Germani (Padova) |

|                          |           |                 |
| Tosolini 61’ Molinis 85’ | Marcatori | 17’, 45’ Padoan |

| Arbitro: | Ortali (Bologna) |

|                                            |           |              |
| Novello 13’ Medè 14’ Vulcano 30’ Rizzi 48’ | Marcatori | 67’ Tosolini |

| Fiume 23 novembre 1924 4ª giornata | Gloria Fiume     | 0 – 0 | Udinese | Stadio Cantrida\| Arbitro: \| Bellini (Padova) \| |
| Arbitro:                           | Bellini (Padova) |       |         |                                                   |

| Arbitro: | Ferluga (Trieste) |

|               |           |  |
| Mulinaris 46’ | Marcatori |  |

| Trieste 7 dicembre 1924 6ª giornata | Triestina          | 0 – 0 | Udinese | Campo Montebello\| Arbitro: \| Salvagno (Venezia) \| |
| Arbitro:                            | Salvagno (Venezia) |       |         |                                                      |

| Arbitro: | Bonello (Venezia) |

|                 |           |           |
| Miconi 23’, 31’ | Marcatori | 35’ Righi |

| 21 dicembre 1924 8ª giornata |  | – Turno di riposo Udinese |  |  |

| Arbitro: | Trezzi (Milano) |

|                                     |           |              |
| N. Giacchetti 22’, 63’ Erbstein 28’ | Marcatori | 56’ Bellotto |

#### Girone di ritorno
| Arbitro: | Petariny (Trieste) |

|                     |           |                                   |
| Bellotto 54’ (rig.) | Marcatori | 28’ Morellato 34’, 43’ S. Griggio |

| Arbitro: | Pasinato (Padova) |

|                       |           |                           |
| Pitacco 6’ Padoan 61’ | Marcatori | 58’ Semintendi 78’ Miconi |

| Arbitro: | Girelli (Verona) |

|                                   |           |  |
| Tosolini 23’ Piasentin 75’ (aut.) | Marcatori |  |

| Arbitro: | Malagodi (Ferrara) |

|                                                 |           |  |
| Tosolini 17’, 83’ Semintendi 44’ E. Dal Dan 75’ | Marcatori |  |

| Arbitro: | Franciosini (Modena) |

|           |           |                        |
| Reato 43’ | Marcatori | 5’ Tosolini 40’ Gerace |

| Arbitro: | Pasinato (Padova) |

|                                        |           |                                   |
| Mulinaris 62’ Molinis 65’ Tosolini 67’ | Marcatori | 24’ Plemich 41’ (ait.) Cantarutti |

| Monfalcone 15 marzo 1925 16ª giornata | Monfalconese      | 0 – 0 | Udinese | Campo Comunale\| Arbitro: \| Malagoli (Padova) \| |
| Arbitro:                              | Malagoli (Padova) |       |         |                                                   |

| 29 marzo 1925 17ª giornata |  | – Turno di riposo Udinese |  |  |

| Arbitro: | Malagoli (Ferrara) |

|              |           |  |
| Tosolini 40’ | Marcatori |  |

#### Girone di andata
| Arbitro: | Ortali (Bologna) |

|                                  |           |  |
| Bellotto 35’ (rig.) Tosolini 60’ | Marcatori |  |

| Arbitro: | U. Gama (Milano) |

|                                      |           |                                  |
| Mistrali 18’ Sacchi 51’ Rebecchi 60’ | Marcatori | 38’ (aut.) Mattioli 83’ Tosolini |

| Udine 1º giugno 1925 3ª giornata | Udinese               | 0 – 0 | Como | Stadio Moretti\| Arbitro: \| Pasquinelli (Bologna) \| |
| Arbitro:                         | Pasquinelli (Bologna) |       |      |                                                       |

#### Girone di ritorno
| Arbitro: | Sanguineti (Genova) |

|                                 |           |  |
| Lombardo 19’ (rig.), 45’ (rig.) | Marcatori |  |

| Arbitro: | Trezzi (Milano) |

|                                               |           |             |
| Semintendi 26’ E. Dal Dan 46’, 86’ Gerace 54’ | Marcatori | 75’ Bertoli |

| Arbitro: | R. Barlassina (Novara) |

|                           |           |                                 |
| A. Cetti 18’ Avogadro 86’ | Marcatori | 29’, 66’ Molinis 72’ Semintendi |